# Condé-en-Normandie
Condé-en-Normandie ist eine französische Gemeinde mit 6.018 Einwohnern (Stand: 1. Januar 2022) im Département Calvados in der Region Normandie. Sie gehört zum Arrondissement Vire und zum Kanton Condé-en-Normandie.
Sie entstand mit Wirkung vom 1. Januar 2016 als Commune nouvelle durch die Zusammenlegung der bisherigen Gemeinden Condé-sur-Noireau, La Chapelle-Engerbold, Lénault, Proussy, Saint-Germain-du-Crioult und Saint-Pierre-la-Vieille, die in der neuen Gemeinde den Status einer Commune déléguée haben. Der Verwaltungssitz befindet sich im Ort Condé-sur-Noireau.

## Gliederung
| Ortsteil                              | ehemaliger INSEE-Code | Fläche (km²) | Einwohnerzahl zum 1. Januar 2022 |
| ------------------------------------- | --------------------- | ------------ | -------------------------------- |
| La Chapelle-Engerbold                 | 14152                 | 04,07        | .087                             |
| Condé-sur-Noireau (Verwaltungssitz)00 | 14174                 | 12,53        | 4.211                            |
| Lénault                               | 14361                 | 06,67        | .0168                            |
| Proussy                               | 14523                 | 12,64        | .0362                            |
| Saint-Germain-du-Crioult              | 14585                 | 14,64        | .0870                            |
| Saint-Pierre-la-Vieille               | 14653                 | 12,43        | .0320                            |

## Geografie
Condé-en-Normandie liegt rund 40 Kilometer südlich von Caen. Das Gemeindegebiet wird von den Flüssen Noireau und Druance durchquert.

## Sehenswürdigkeiten
| - Condé-sur-Noireau: - Kirche Saint-Martin - Kirche Saint-Sauveur - Kalvarienberg - Herrenhäuser - La Chapelle-Engerbold: - Kirche Saint-Gerbold - Lénault: - Kirche L’Assomption-de-Notre-Dame, Monument historique | - Proussy: - Kirche Notre-Dame - Saint-Germain-du-Crioult: - Kirche Saint-Germain - Schlösser - Wegkapelle - Saint-Pierre-la-Vieille: - Kirche Saint-Pierre, Monument historique |

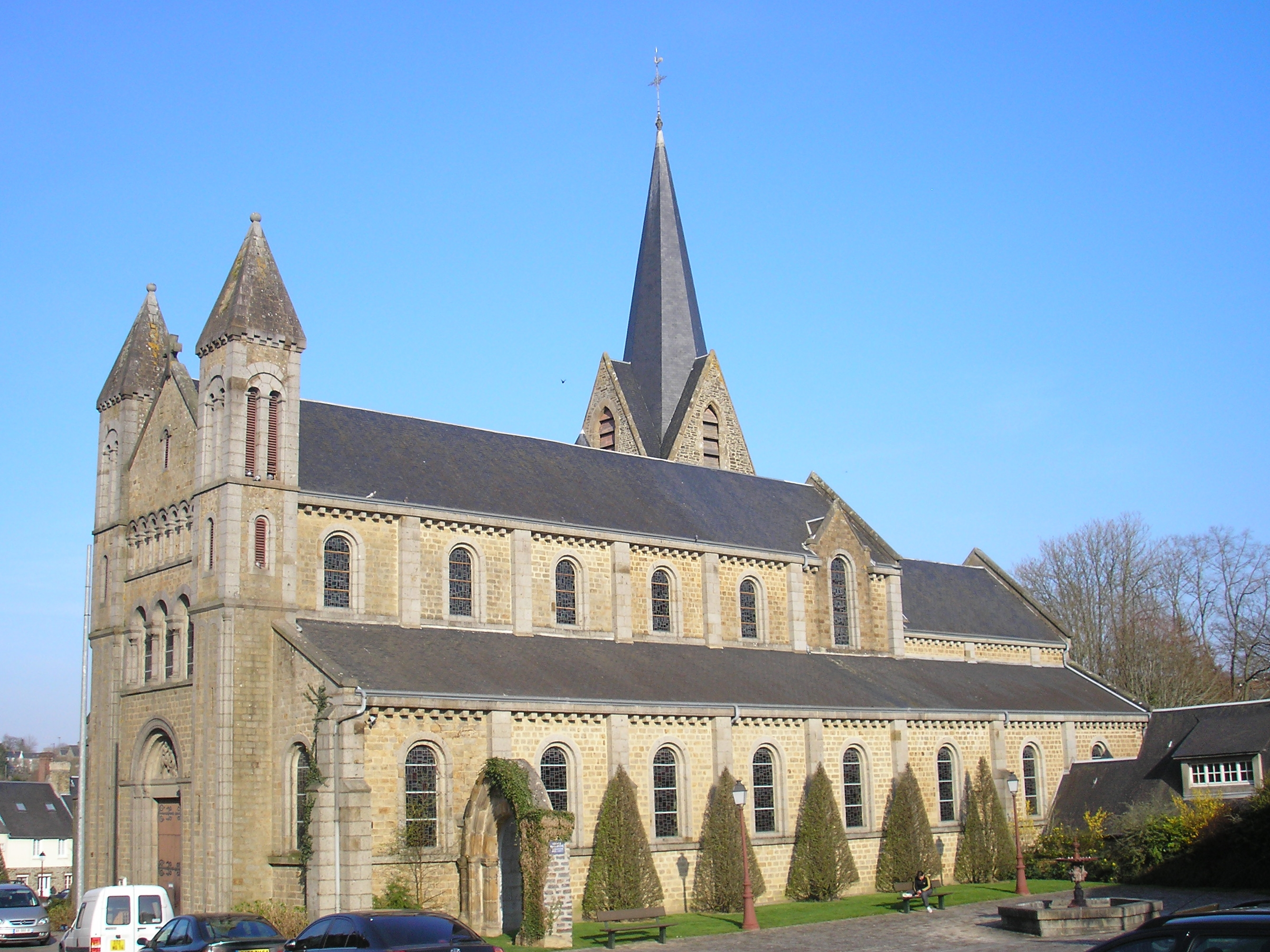
Kirche Saint-Martin
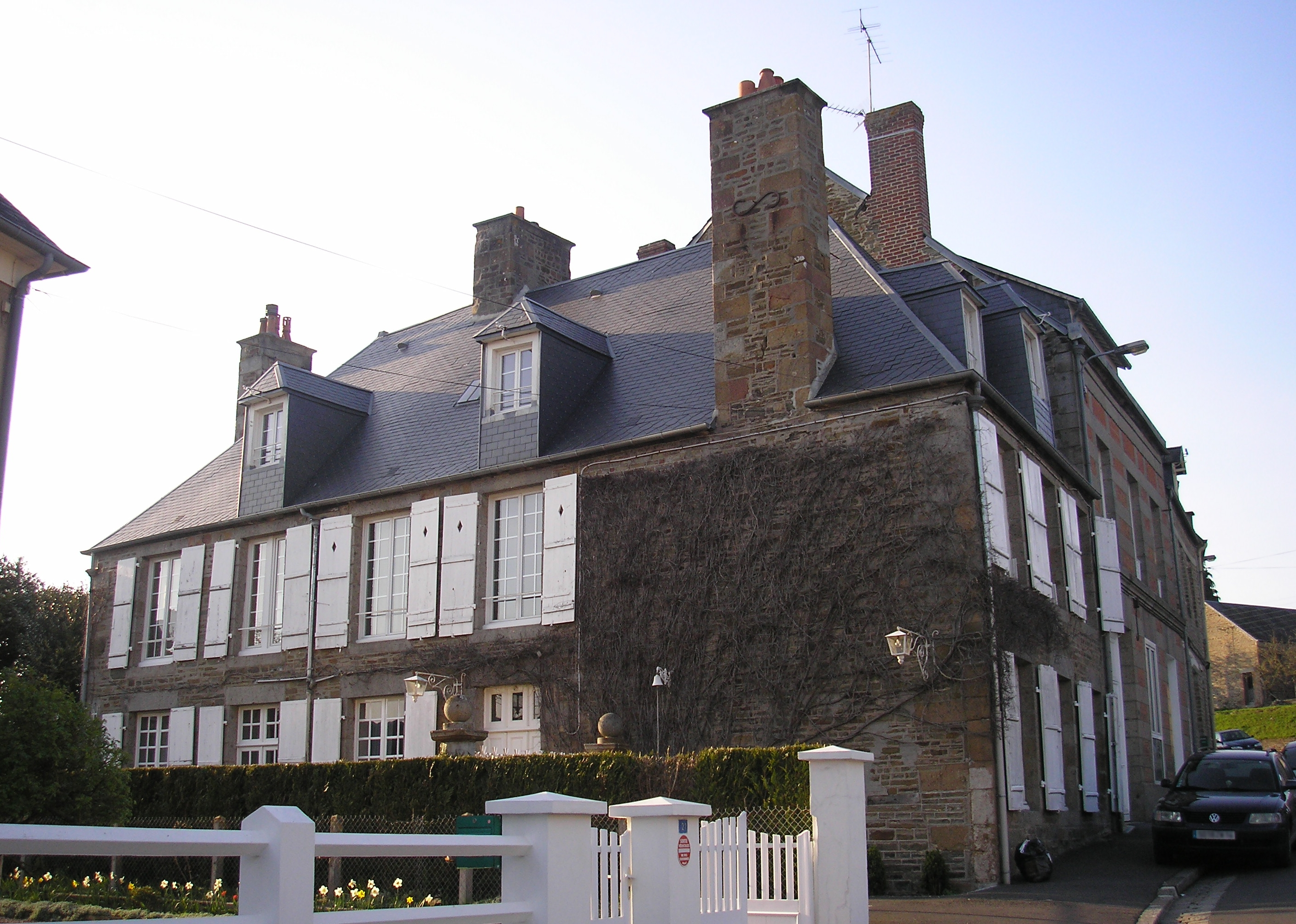
Herrenhaus in Condé-sur-Noireau
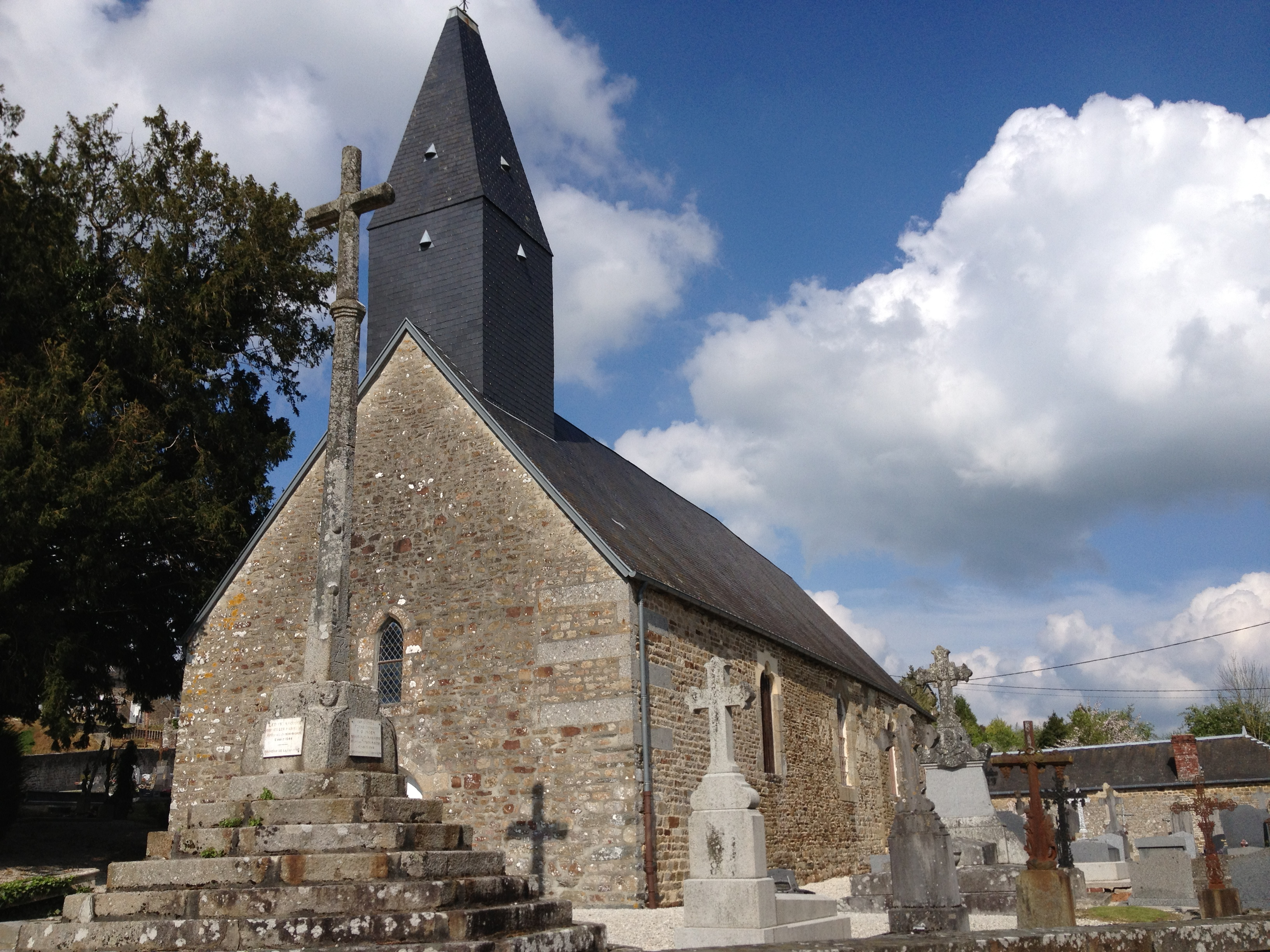
Kirche Saint-Gerbold
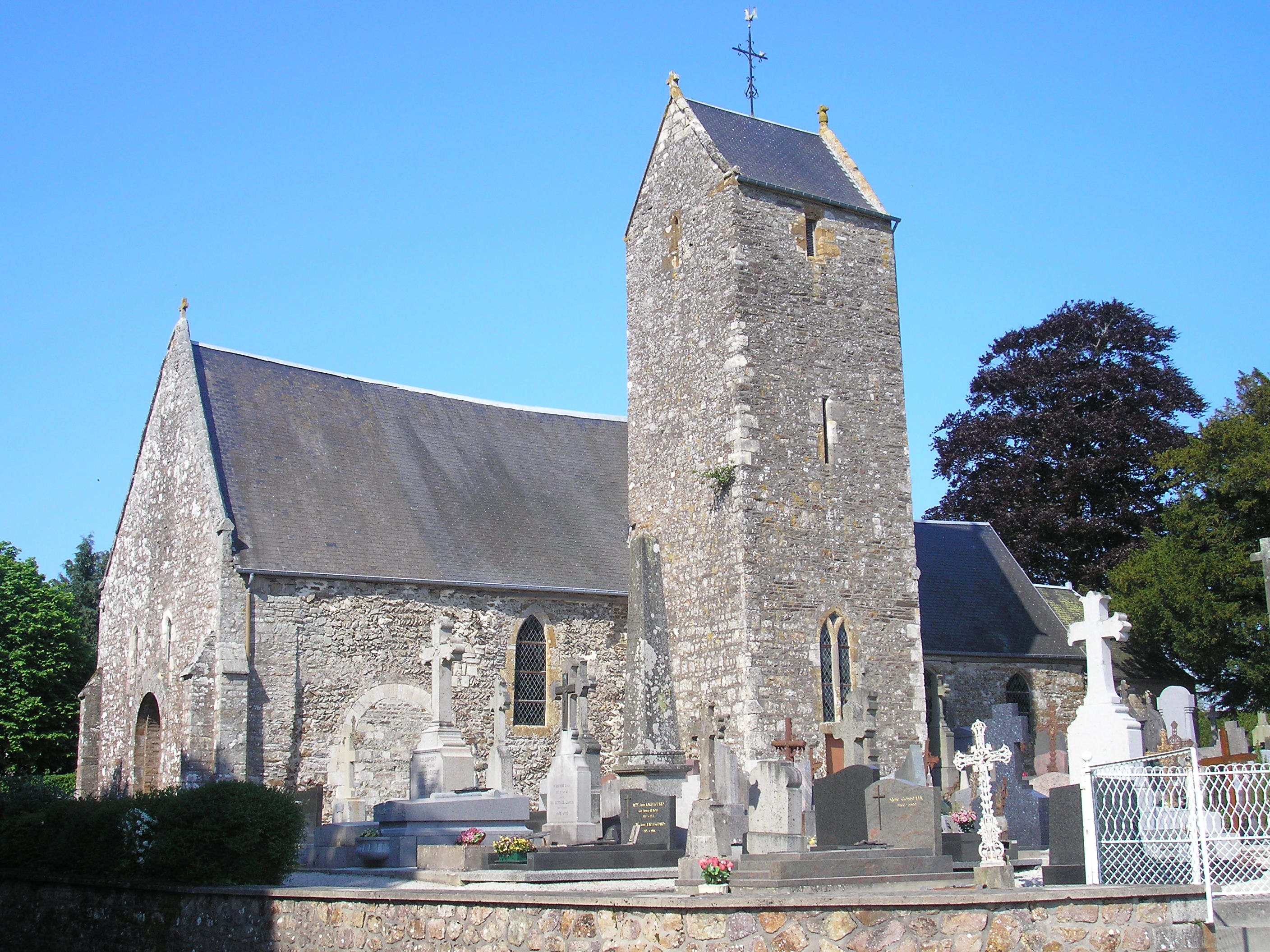
Kirche L’Assomption-de-Notre-Dame
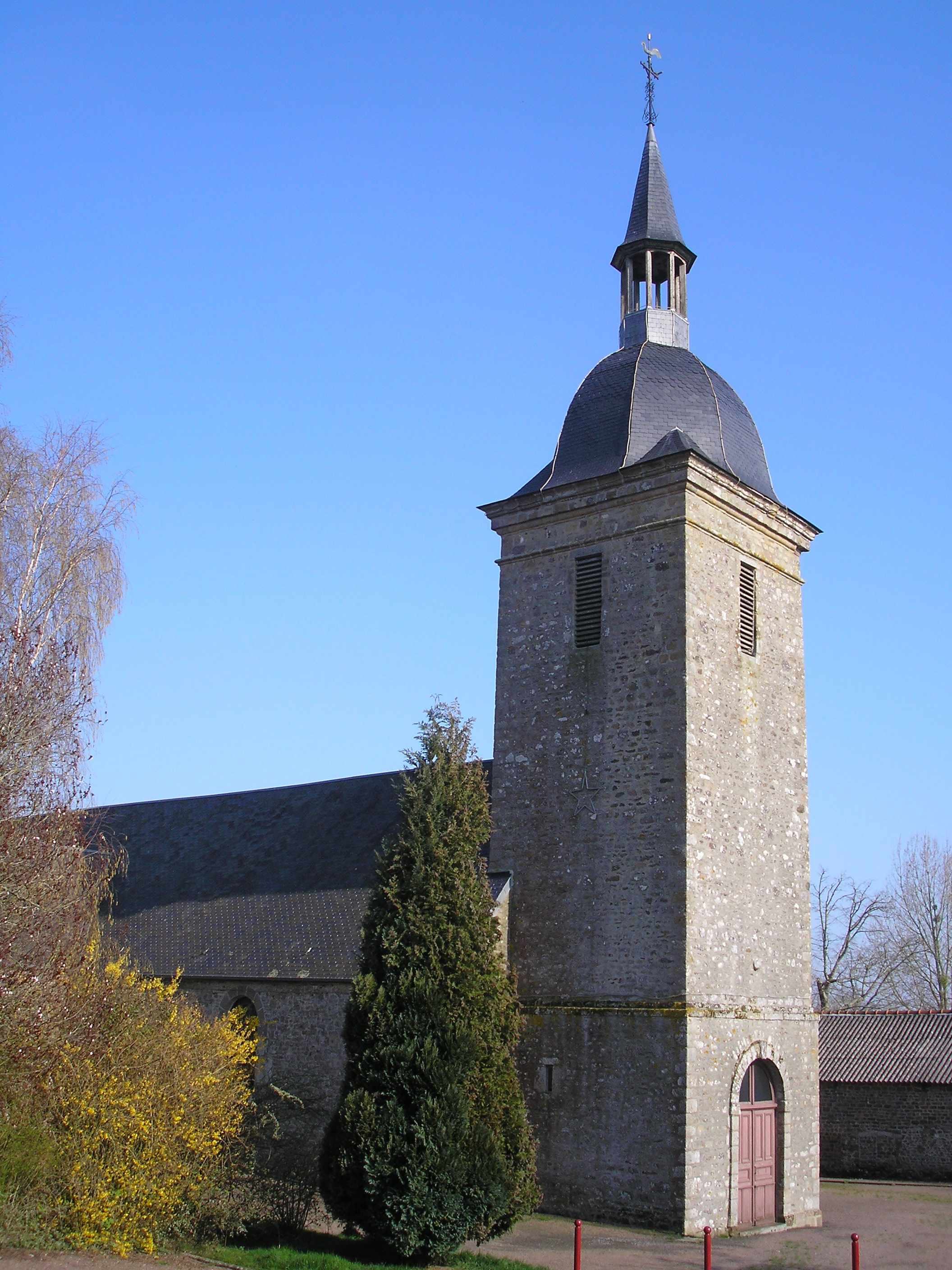
Kirche Notre-Dame
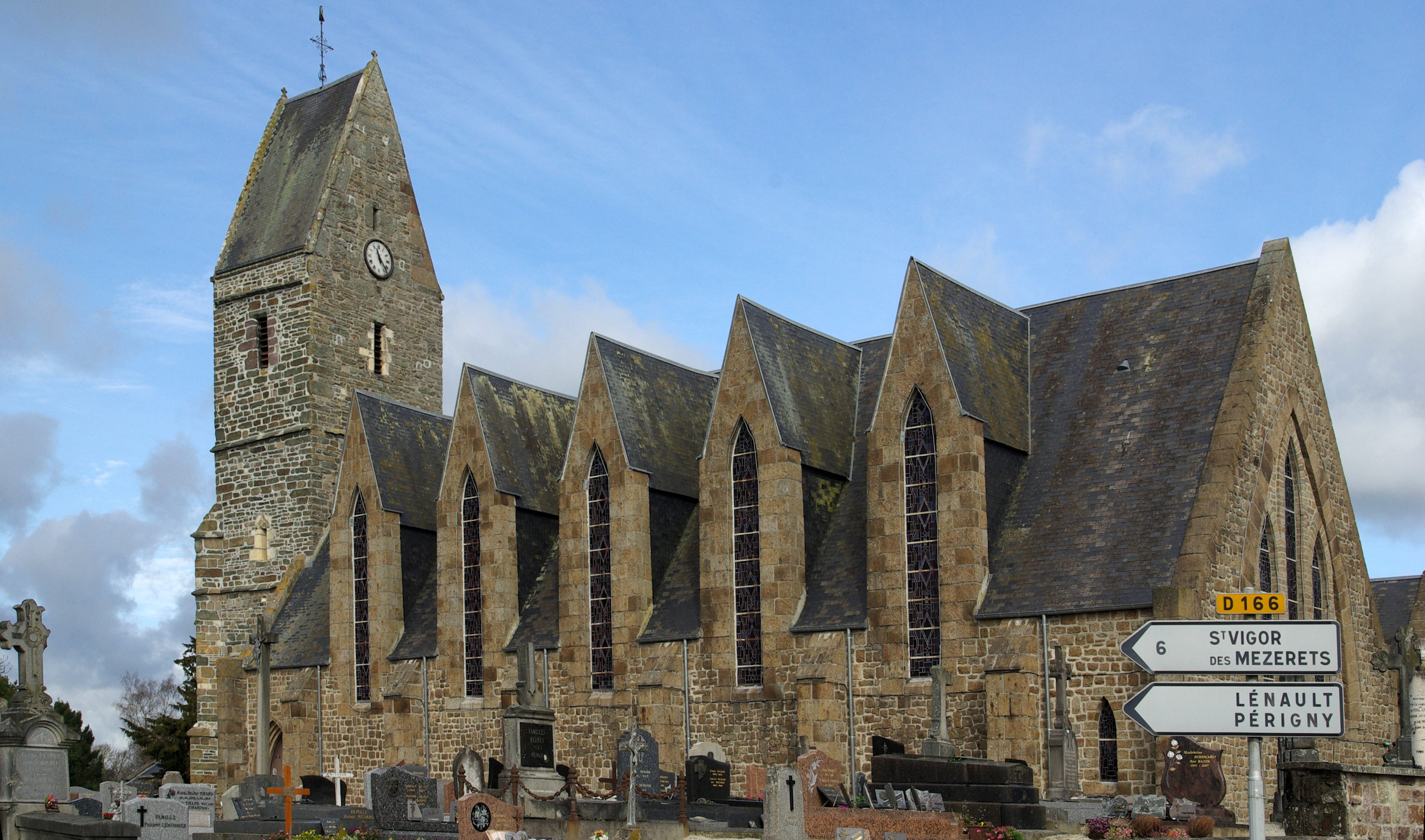
Kirche Saint-Pierre